# Videovåld

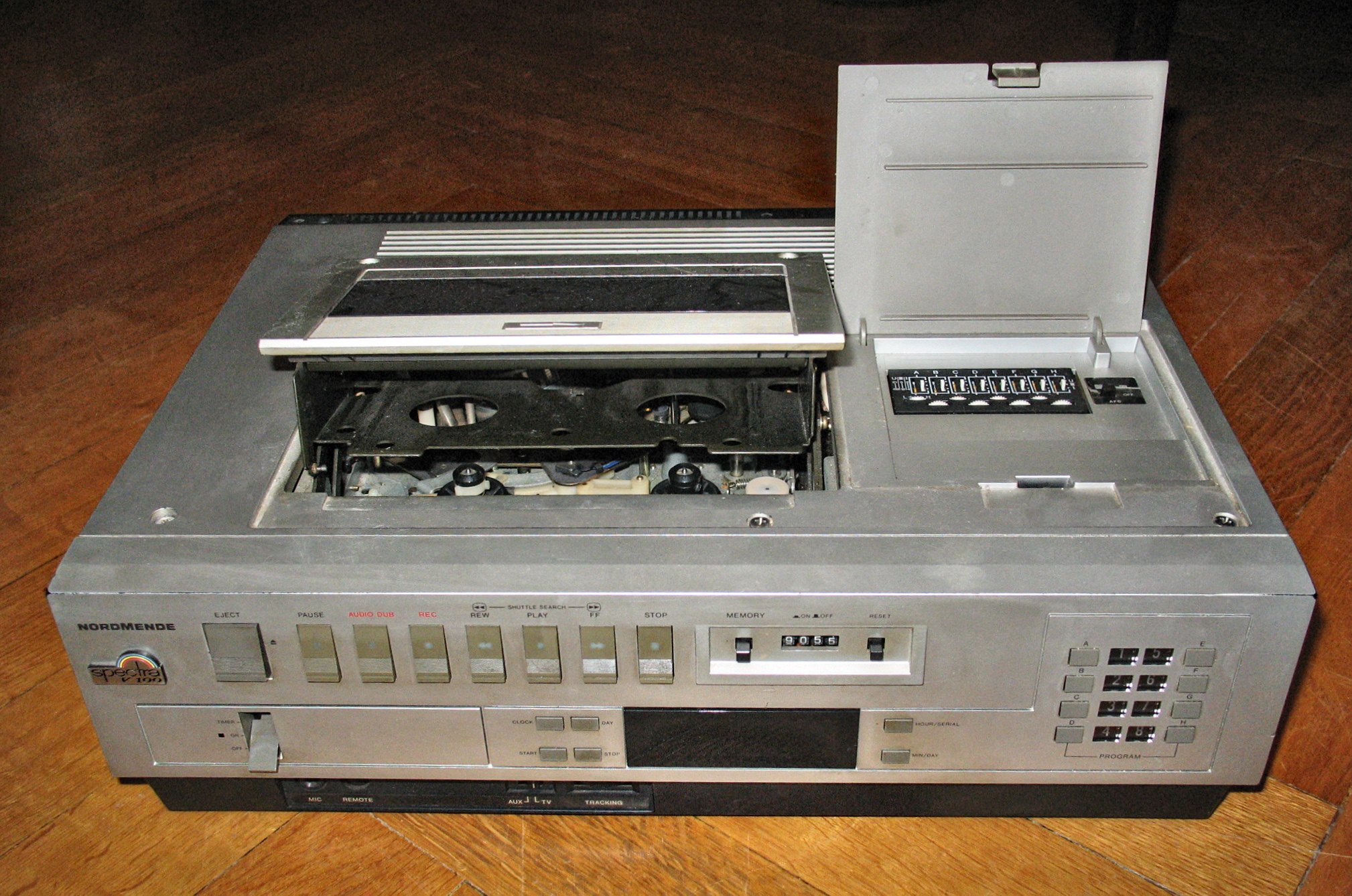
Debatten uppstod i en tid då videobandspelare blev allt vanligare i hemmen. Själva videobandspelarna blev förknippade med videovåld och ett tag uppfattades det som "fult" att äga en.

Videovåld var ett begrepp som innebar att vissa videofilmer kunde vara alldeles för våldsbenägna. Våld förekommer i många typer av media, och kallas tillsammans för underhållningsvåld.

## Videovåldets påverkan
Se Underhållningsvåld#Underhållningsvåldets påverkan

## Videovåldet i världen

### Norge
1980 startade debatten på allvar i Norge, i samband med debattprogrammet På sparket, som visade klipp från flera våldsfilmer, följt av debatt. Detta ledde till ökad efterfrågan på hyrvideo runtom i Norge.

### Storbritannien
En liknande term på engelska var "Video nasty", som användes i Storbritannien under 1980-talet, och ledde 1984 till att Video Recordings Act 1984 antogs.

### Sverige
"Videovåld" var ett vanligt begrepp i Sverige under 1980-talet. Tidigare, då bara biografer och från 1950-talets mitt och Sveriges Television (SVT), visade film offentligt i Sverige, kunde statsmakterna enklare reglera underhållningsvåldet och klippa bort det som ansågs olämpligt. Videovåldet var ett omdebatterat ämne på Sveriges socialdemokratiska arbetarepartis kongress 1984.

#### Studio Sprogram och efterföljande debatt
Den 2 december 1980 visade TV-programmet Studio S i SVT ett program om våldsfilmer på videomarknaden, med utdrag ur filmer som Eaten Alive, The Boogeyman, Terror, Verktygsmördaren och Dödens mannekänger men den mest uppmärksammade filmen blev Motorsågsmassakern (The Texas Chain Saw Massacre) från 1974 som kom att bli en symbol för begreppet "videovåld". I programmet togs också upp att minderåriga barn tittade på Motorsågsmassakern och andra våldsrelaterade filmer, något som programledaren Göran Elwin menade föll under brottsbalken kap 12, 16§ från 1949. Skolan Skiftingehus i Eskilstuna (samt två skolor i Örnsköldsvik) meddelade att de tänkte bojkotta läromedel från Esselte om de inte upphörde med försäljning och uthyrning av videovåld.
Sveriges utbildningsminister Jan-Erik Wikström (fp) var mycket upprörd över videovåldets förekomst, citerade Bibeln (Matteus 18:6), kritiserade Sveriges Radio (SVT:s dåvarande moderbolag) för att i programmet visa utdrag av filmerna och menade att man kunde ha illustrerat frågan utan att "ytterligare sprida våldet". Han riktade en vädjan till distributörerna "Sluta med er verksamhet! [...] Det är väl den spontana mänskliga reaktion man har. Varför håller ni på med den här hanteringen? Sluta med den!" En orolig förälder utbrast "Hur ska du rädda oss från det här? Du är ansvarig!"
Efter programmet hörde flera tusen tittare hörde av sig till SVT:s klagomur och en livlig debatt följde. De följande tre dagarna kommenterades videovåldet på 36 dagstidningars ledarplats. Distributören Esselte beslutade att dra alla sina filmer inför granskning, och bad även om ursäkt för vissa filmer som redan distribuerats. Dagen därpå ingrep polisen i Stockholm mot fyra uthyrare, och beslagtog omkring 300 hyreskontrakt. Polisen undersökte hur många minderåriga som hyrt videokassetter, och om firmor brutit mot någon då gällande lag. Något åtal blev det dock inte. En utredning tillsattes, vilken fick i uppdrag att granska marknaden och inkomma med förslag för att stoppa uthyrningen och försäljningen av "extrema våldsfilmer" .
Själva videobandspelarna blev förknippade med videovåld och det uppfattades i många år som "fult" att äga en, en uppfattning som var övergående. I slutet av 1980 var videobandspelare ovanliga i svenska hushåll; De flesta som ägde en video var lärare. Omkring fyra procent av de som hade TV beräknades också ha videobandspelare.[källa behövs] Effekten av de reportage som Studio S gjorde blev att försäljningen av videoapparater ökade[källa behövs] och att filmer som Motorsågsmassakern i stället blev mycket efterfrågade.[källa behövs]

#### Beslutet i Sveriges riksdag
Efter inslaget i Studio S tillsatte Justitieministern Håkan Winberg (m) och utbildningsministern Jan-Erik Wikström (fp) en snabbutredning, den så kallade "videogramutredningen", som lade fram ett lagförslag som den 9 juni 1981 antogs av riksdagen: "Lag om förbud mot spridning av filmer och videogram med våldsinslag" (SFS 1981:485). "Videogramlagen" förbjöd, från den 1 juli samma år, spridning och försäljning av videor med "närgångna eller långvariga skildringar av rått eller sadistiskt våld" samt förbjöd utlämnande av videor med "ingående skildringar av verklighetstrogen karaktär som återger våld" till barn under 15 år.
Med röstsiffrorna 260–67 röstades det även för att även vuxna skulle hindras att ta del av videofilmer med "närgångna och långvariga skildringar av rått och sadistiskt våld". I de vuxnas fall antogs dock ingen lag. I vuxenfallet var frågan tvungen att behandlas som ett ingrepp i den svenska yttrandefriheten vilket krävde att lagförslaget vilade i minst 12 månader .
Den 12 juni 1982 antog Sveriges riksdag, på sin sista arbetsdag före 1982 års sommaruppehåll, med rösterna 299-1 föregående års vilande förslag till svensk lag mot videovåld. Folkpartiets Hadar Cars var den ende som sa nej, då han varnade för inskränkningar i de demokratiska rättigheterna. Lagen skulle träda i kraft den 1 augusti samma år och riktas mot filmer och program med "närgångna och långvariga skildringar av rått och sadistiskt våld" .

#### Tillämpning av den nya lagen
Den 18 februari 1983 dömde tingsrätten i Kristianstad en kvinnlig videofilmsuthyrare i Åhus till 50 dagsböter för brott mot Sveriges nya lag om videovåld, och domen var den första av sitt slag i Sverige. Till en 14-årig pojke hade hon hyrt ut en film som innehöll tortyr, mord och kannibalism, och under visningen i rätten behövde man inte ens se färdigt filmen för att klargöra det. Butiksinnehavaren var skyldig att kontrollera åldern på den som hyrde.

#### Kritik mot inslaget iStudio Soch debatten som följde
1992 gjorde filmvetaren Mark Comerford i Filmhäftet en analys av programmet. Han skrev då att det inte främst var barnen som Studio S ville skydda utan det statliga tv-monopolet: "En allmän moralpanik sammanföll med en rädsla bland tv-folk för vad som uppfattades som en hotfull konkurrens från ett nytt medium."
Arbetsmetoden som Studio S använde ifrågasattes 22 år senare i ett inslag av Filmkrönikan i oktober 2002, producerat med anledning av att det statliga Våldsskildringsrådet kommit ut med en publikation i frågan. I inslaget påstods att Studio S skulle ha valt ut några barn som de ansåg vara lämpliga och sedan visat de mest omdiskuterade scenerna ur Motorsågsmassakern innan de inlett en intervju. De intervjuade, nu vuxna, kommenterade inslaget med "Allt är ju tillrättalagt!" och "Det är rena Wag the Dog [...] och vi är skådisar." Enligt de intervjuade klipptes det tredje barnet bort ur intervjun eftersom redaktionen inte var nöjd med hans svar. Kanslichefen på Våldsskildringsrådet sade om videovåldsdebatten att det var moralpanik och att "nästan alla som var mest upprörda var de som visste minst [och] sällan hade sett de här filmerna. Så på det sättet blev det ju en ganska högljudd debatt av en ganska okunnig skara."
Stig Linnell, reporter på Studio S, kallade Filmkrönikans inslag för "Ohederligt och manipulativt". Programchefen Susanne Reich avfärdade Linnells kritik av Filmkrönikans reportage som stolliga konspirationsteorier och skrev att "Lögn, fejk och videovåld är en passande titel för den arbetsmetod som Studio S praktiserade."
Efter intervjun fick barnen 200 kronor var samt ett McDonald’s-besök.
2010 kommenterade Peter Eliasson Studio S-programmet i en krönika i Skånska Dagbladet: "I slutänden är helheten ogenerat manipulerande och styrd, vilket självklart gör att debattelementet helt saknas. Jag har inte sett något värre vare sig förr eller senare." Ann Charlott Altstadt på Aftonbladet skrev att "Studioprogrammet kom att betraktas som svensk moralpaniks mest töntiga dikeskörning. På bloggar och hemsidor massakreras programmet som symbol för den förmyndaraktiga statstelevision som ville begränsa människors fria val." men menade också att "medievåldets normalisering fått mycket vidare konsekvenser än att främst socialt utsatta barn riskerar att bli våldsamma".
På dagen 30 år efter att programmet sändes såldes programmet paketerat i en DVD-box "Studio S och videovåldet" tillsammans med inslaget från Filmkrönikan samt filmerna Motorsågsmassakern, Verktygsmördaren, The Boogeyman, Dödens mannekänger, Eaten Alive och Terror.